# Копроліти

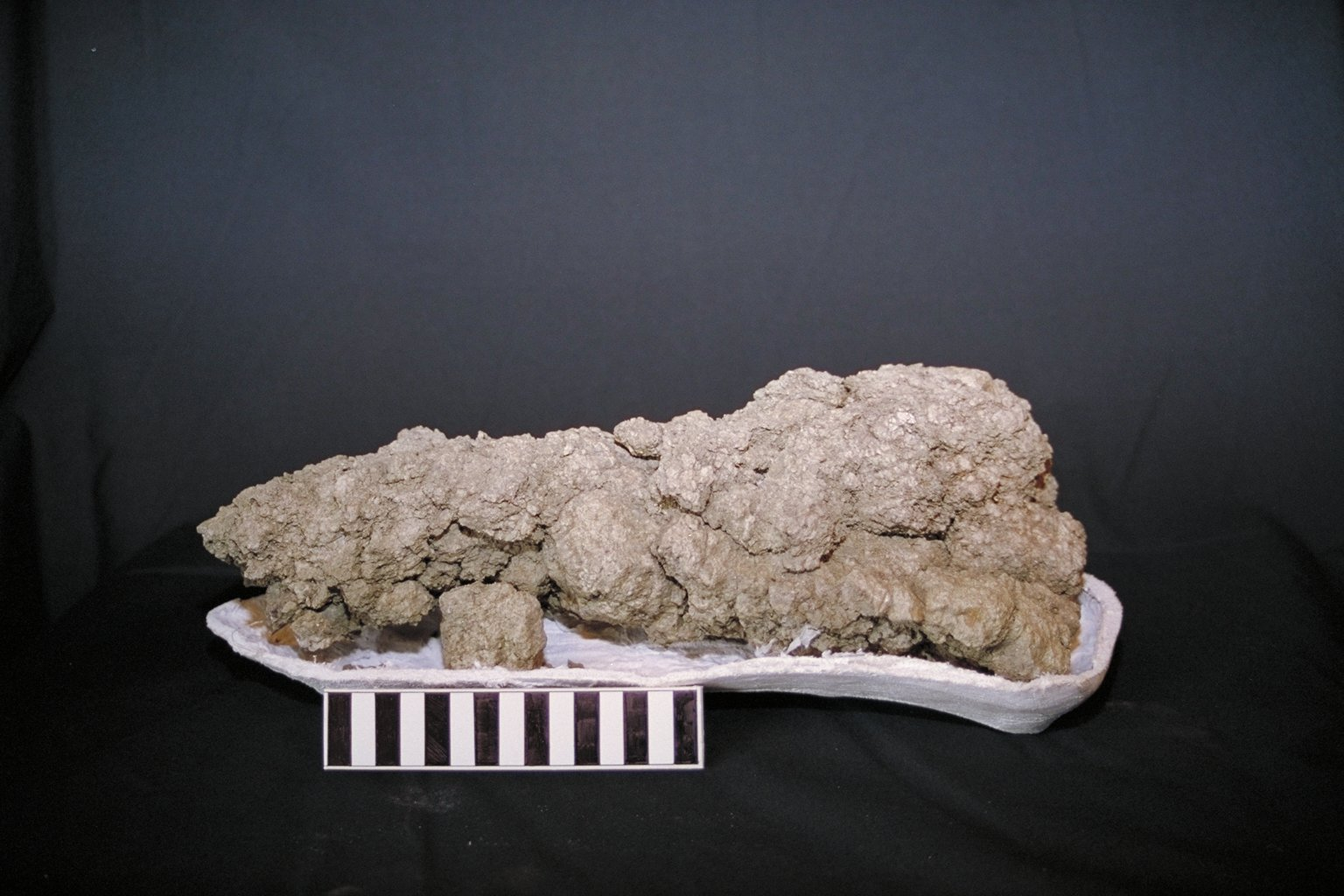
Копроліт, що залишився від динозавра.

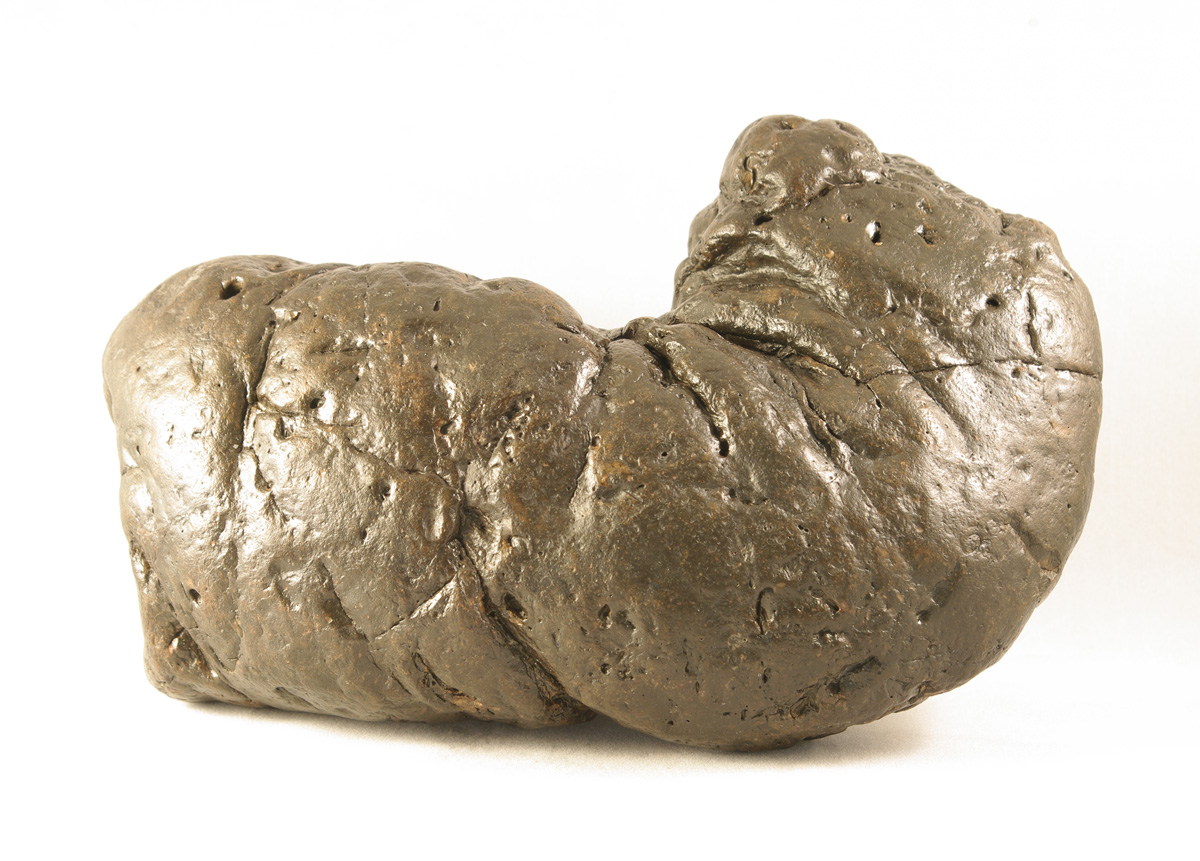
Копроліт міоценового часу, Каліфорнія, США.

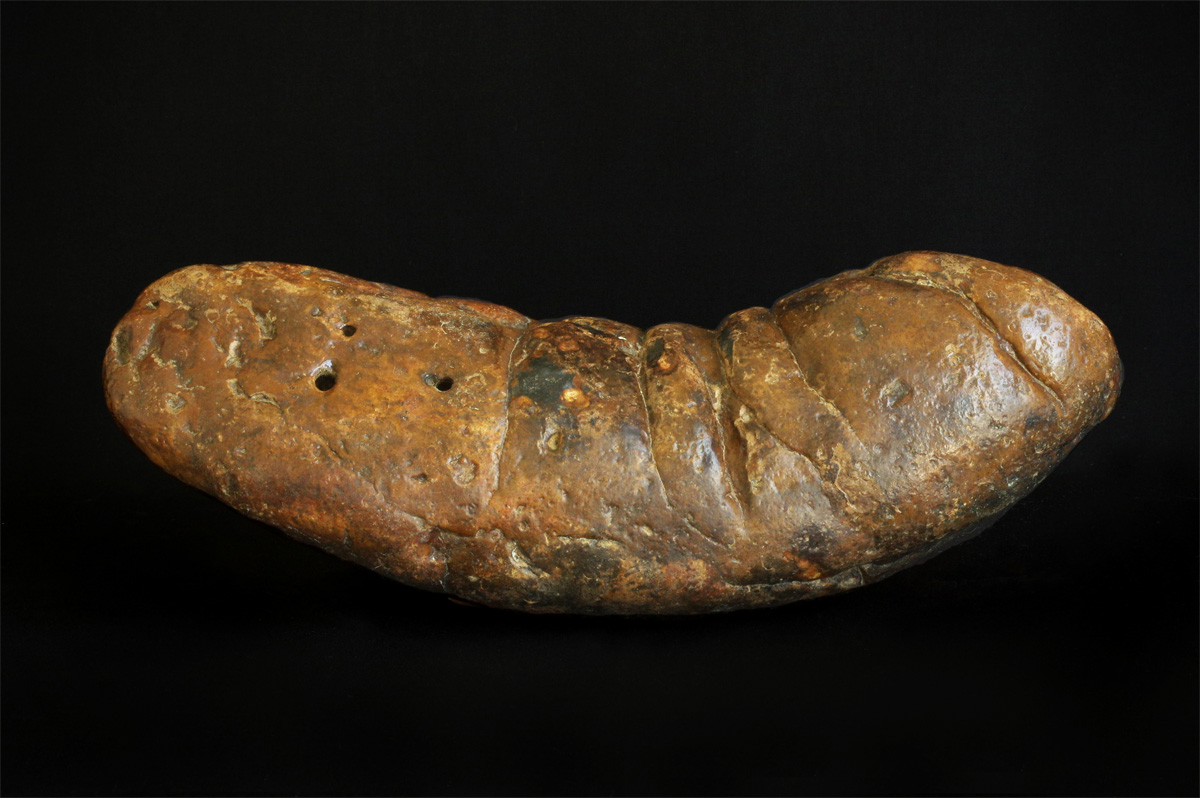
Копроліт. Каліфорнія, США.

Копролі́ти — скам'янілі викопні екскременти (черв'яків, молюсків, іхтіозаврів, динозаврів та ін.). Зберігають первинну форму, а іноді і неперетравлені залишки їжі. Місцями складають морські мули.

## Загальний опис
У викопному стані зустрічаються (починаючи з ордовика) копрогенні вапняки, доломіт і фосфорити, що являють псевдоморфози по копролітах. Відомі фосфатизовані копроліти рифейської доби. Зустрічаються головним чином у Великій Британії і Франції.
Копроліти містять до 55—60 % трикальцію фосфату і використовуються як добрива.
Копроліти можуть бути породотвірними, формуючи відкладення вапняку, доломіту, фосфоритів.
Копроліти мають також важливе значення в палеонтології. За наявності останків скам'янілих кісток в копролітах палеонтологи можуть судити про раціон вимерлих організмів. Наприклад, копроліти іхтіозаврів складаються з напівперетравлених залишків головоногих, риб'ячої луски, кісток тощо. А за наявністю в скам'янілостях копролітів поєднань окремих мінералів, які помітно присутні в певних видах рослин, можна судити не тільки про раціон, а й про наявність тієї чи іншої рослинності мільйони років тому